# 이우첸코-프로그레스
이우첸코-프로그레스 ZMKB(우크라이나어: Запорізьке машинобудівне конструкторське бюро «Прогрес» ім. О.Г.Івченка, Ivchenko-Progress, 이프첸코-프로그레스, 아카데미 회원 O.H.이우첸코 기념 자포리자 기계 제조 설계국 "프로그레스" 국영 기업, 이전 명칭: OKB-478 및 이우첸코 로타레브)는 자포리자, 우크라이나에 위치한 국영 설계국으로, 항공기 엔진의 설계 및 계획을 수립한다. 이 회사의 제품은 안토노프, 베리예프, 일류신, 투폴레프, 밀, 야코블레프 등 민간 및 군용 항공기에 널리 사용된다. 이 설계국은 자포리자에 위치한 터빈 제조업체인 모토르 시치와 긴밀히 협력하여 엔진을 생산한다.
폴란드 제조업체인 PZL-미엘레츠는 PZL M-15 벨페고르 농업기에 Progress ZMKB AI-25TL 엔진을 사용했다. 세계에서 가장 큰 비행기인 안토노프 An-225와 가장 큰 헬리콥터인 밀 Mi-26은 모두 Progress/Lotarev 엔진으로 구동된다.
이 설계국은 우크로보론프롬과 산업 정책부의 관리를 받는다.

## 역사
이 회사는 60년 동안 다양한 유형의 항공기와 헬리콥터에 동력을 공급하는 엔진 설계에 참여했으며, 산업용 드라이브 및 특수 장비도 설계한다.
이 기간 동안 세 명의 저명한 설계자가 개발을 주도했다:
- 1945–1968: 올렉산드르 헤오르히요비치 이우첸코(우크라이나어: Олександр Георгійович Івченко)
- 1968–1989: 볼로디미르 올렉시요비치 로타레브(우크라이나어: Володимир Олексійович Лотарєв)
- 1989-2010: 페디르 미하일로비치 무라브첸코(우크라이나어: Федір Михайлович Муравченко)
- 2010-: 이호르 페도로비치 크라브첸코(우크라이나어: Ігор Федорович Кравченко)

처음에는 올렉산드르 이우첸코 장군이 피스톤 엔진을 설계했다. 이 엔진들은 AI로 표기되었다. 최초의 터빈 엔진인 TS-12에 대한 작업은 1953년에 시작되었다. 1960년대 초부터 이 회사는 바이패스 가스 터빈 엔진을 개발해 왔다. 볼로디미르 로타레브의 지휘 아래, 이 조직은 1971년 최초의 운용 가능한 소련 고바이패스 터보팬인 로타레브 D-36을 개발했다.
이 조직은 현재 이우첸코-프로그레스 ZMKB로 알려져 있으며 우크라이나에 기반을 두고 있다. 이들의 엔진은 볼가-드네프르, 안토노프 항공, 이니멕스, 폴레트 플라이트를 포함한 전 세계 수많은 항공사에서 성공적으로 운용되고 있다.
2015년 1월, 오스트리아의 다이아몬드 항공은 우크라이나의 모토르 시치 JSC와 이우첸코-프로그레스가 개발한 465마력 AI-450S 터보프롭 엔진으로 구동되는 다이아몬드 DA50-JP7의 첫 비행을 발표했다. 하지만 다이아몬드는 2020년 9월 콘티넨탈 CD-300 엔진을 탑재한 DA50 RG 모델로 EASA 인증을 받았고, 2023년 7월 FAA 인증을 받았다.
튀르키예의 전략 드론인 아킨지는 이 엔진들로 구동되며 최대 40,000피트까지 비행한다.

## 생산
소련의 전통에 따라 설계는 생산과 분리되어 있다. 많은 설계국의 설계는 자포리자 국제공항에 위치한 모토르 시치에서 생산되었거나 생산 중이다.

## 관련 부동산

### 자포리자주
- 안드리우카(빌냔스크 라이온 미하일리브카 농촌 자치 단체)의 사나토리움 "슬라부티치"
- 프리모르스크 근처의 해변 리조트 "펄"

## 제품

### 터보팬
- 이우첸코 AI-25
- 로타레브 DV-2
- 프로그레스 AI-22
- 프로그레스 AI-222
- 이우첸코-프로그레스 AI-322
- MS-400

### 고바이패스 터보팬
- 로타레브 / 프로그레스 D-18T
- 로타레브 D-36
- 프로그레스 D-436

### 프롭팬
- 프로그레스 D-27
- 프로그레스 D-236

### 터보프롭
- 이우첸코 AI-20
- 이우첸코 AI-24
- 이우첸코-프로그레스 AI-450S / S2
- MS-14
- MS-500

### 터보샤프트
- 로타레브 D-136 / 이우첸코 AI-136
- MS-500V

### 터보제트
- 이우첸코 AI-7
- PBS AI-PBS-350

### 왕복 기관
- 이우첸코 AI-4 플랫-4, 카모프 Ka-10 동력원
- 이우첸코 AI-10 시제품 단일열, 5기통 성형 엔진; 야코블레프 Yak-20용으로 의도됨
- 이우첸코 AI-14 단일열, 9기통 성형 엔진; 야코블레프 Yak-12, 야코블레프 Yak-18, 안토노프 An-14, 카모프 Ka-15 및 카모프 Ka-18 동력원
- 이우첸코 AI-26 단일열, 7기통 성형 엔진; 밀 Mi-1 동력원

## 같이 보기
- 모토르 시치
- 조랴-마시프로엑트, 미콜라이우의 또 다른 엔진 설계국